# Drosophila (Dorsilopha)
Drosophila (Dorsilopha) (Sturtevant, 1942), è un sottogenere di insetti del genere Drosophila (Diptera: Drosophilidae) comprendente quattro specie.

## Specie
D. busckii Coquillett, 1901 è la specie più importante, sia per ragioni storiche sia per diffusione, in quanto cosmopolita. Questa specie rappresenta inoltre l'olotipo su cui si basa la definizione del sottogenere. Sono considerati sinonimi minori di questa specie D. plurilineata Villeneuve, 1911 e D. rubrostriata Becker, 1908.
Altre specie comprese in Drosophila (Dorsilopha) sono state descritte solo a partire dagli anni ottanta e sono rinvenute nella regione orientale:
- D. confertidentata Zhang, Li & Feng, 2006.
- D. linearidentata Toda, 1986.
- D. neobusckii Toda, 1986.

Secondo il BioSystematic Taxonomic Database of World Diptera, D. confertidentata apparterrebbe al sottogenere Drosophila (Drosophila), tuttavia Zhang et al. (2006) hanno classificato tale specie nel sottogenere Dorsilopha. La stessa classificazione è confermata da Bächli nel TaxoDros.

## Distribuzione
Come detto in precedenza, a parte l'ampia distribuzione di D. busckii, il sottogenere è localizzato prevalentemente nella regione orientale.
In Europa è presente la sola specie D. busckii, segnalata in gran parte del territorio europeo, dal Mar Mediterraneo alle regioni scandinave e alla Russia. La stessa specie è segnalata anche in tutto il territorio italiano, comprese la Sardegna e la Sicilia.